# يونيونيستاس دي سالامانكا
نادي يونيونيستاس دي سالامانكا لكرة القدم (بالإسبانية: Unionistas de Salamanca Club de Fútbol)‏ هو نادي كرة قدم إسباني يقع في سالامانكا في منطقة قشتالة وليون المتمتعة بالحكم الذاتي. تأسس النادي عام 2013 ويلعب في الدوري الإسباني الدرجة الثالثة – Group 1 ويقيم مبارياته على أرضه في ملعب كامبو دي فوتبول مينيسبول رينا صوفيا "ملعب رينا صوفيا البلدي لكرة القدم" بسعة 4895 مقعد.

## تاريخ النادي
بعد حل نادي سالامانكا قامت مجموعة من المؤيدين بتأسيس نادي اتحاد سالامانكا لكرة القدم، وهو نادٍ يعتمد على المشجعين أنشئ بدرجة أساسية للحفاظ على ذكرى نادي اتحاد سالامانكا. وبعد إنشاء النادي أصبح أشخاص مشهورين مثل فيسنتي ديل بوسكي وداني روفيرا شركاء. كما أن عددًا من المواطنين البريطانيين المقيمين في إسبانيا وإنجلترا هم أعضاء أيضًا. تشكل الرسوم التي يساهم بها أعضاء النادي جزءًا مهمًا جدًا من ميزانية النادي. حيث قرر 2,653 شخصًا أن يصبحوا مالكين جزئيين للنادي -جميعهم على أساس لقب فردي- في موسم 2018-2019. أثناء الموسم الأول الذي تلا تأسيسه، لعب النادي مبارياته على أرضه في ملعب "روزا كولورادو" البلدي.
سُجل نادي يونيونيستاس في دوري الدرجة الأولى الإقليمي في سالامانكا في 2 سبتمبر 2014 وهو المستوى السادس لكرة القدم الإسبانية. وبعد يوم واحد لعب أول مباراة رسمية له، وكانت خسارة ودية 0-1 أمام نادي سانتا مارتا.
حقق نادي يونيونيستاس الصعود إلى الدرجة الأولى الإقليمية في أبريل 2015 بعد هزيمة نادي ريال سالامانكا مونتيري. وبعد عام واحد فقط رقي إلى الدرجة الثالثة بعد هزيمة أونزونيلا.
كان الموسم الأول للنادي في الدرجة الثالثة ناجحًا، حيث انتهى في المركز الثالث في مجموعة قشتالة وليون وتأهل إلى تصفيات الصعود إلى الدرجة الثانية ب. ثم تأهل النادي لمحاولة ثانية في الموسم التالي بعد تصدر المجموعة الثامنة. وحقق الصعود هذه المرة بفوزه على سوكويلاموس في المباراة الأخيرة بهدف من ركلة جزاء في الدقيقة 96.
كان الموسم الأول للفريق في دوري الدرجة الثانية ب ناجحًا، حيث تمكن الفريق من إنهاء الموسم في المركز التاسع، وتجنب الهبوط والتأهل إلى كأس ملك إسبانيا في الموسم التالي.
في أول ظهور لهم في كأس الملك وصل يونيونيستاس إلى الدور الـ32 بعد فوزه على أتلتيكو باليريس وديبورتيفو لاكورونيا. في تلك الجولة خرجوا من البطولة على يد ريال مدريد القوي بعد خسارتهم بنتيجة 1-3. وفي الدوري كان الموسم أكثر صعوبة. فبعد أول 11 مباراة بالدوري احتل النادي المركز التاسع عشر بين 20 فريقًا. لكن النادي تجنب الهبوط بعد مغادرة المراكز الأخيرة وعقب توقف الدوري بسبب جائحة كوفيد-19 ووصل إلى دور الستة عشر من كأس ملك إسبانيا 2023-24 بعد الفوز على جيرنيكا وسبورتينج خيخون وفياريال. وفي النهاية خسروا بنتيجة 1–3 أمام نادي برشلونة بعد أن تقدموا بنتيجة 1–0.

### خلفية النادي
- يونيون ديبورتيفا سالامانكا - (1923–2013)

## من موسم إلى موسم
| موسم    | الطبقة | قسم                            | مكان       | كأس الملك      |
| ------- | ------ | ------------------------------ | ---------- | -------------- |
| 2014–15 | 6      |                                |            |                |
| 2015–16 | 5      | 1ª ريج.                        |            |                |
| 2016–17 | 4      | 3ª                             | 3- الثالث  |                |
| 2017–18 | 4      | 3ª                             |            |                |
| 2018–19 | 3      | 2ª ب                           | التاسع     | الجولة الثانية |
| 2019–20 | 3      | 2ª ب                           | السادس عشر | دور الـ32      |
| 2020–21 | 3      | 2ª ب                           | 2nd        |                |
| 2021–22 | 3      | 1ª الاتحاد الاسباني لكرة القدم | السابع     | الجولة الثانية |
| 2022–23 | 3      | 1ª فيد.                        | السابع     |                |
| 2023–24 | 3      | 1ª فيد.                        | السابع     | دور الـ16      |
| 2024–25 | 3      | 1ª فيد.                        |            | الجولة الثانية |

- 4 مواسم في بريميرا فدرسيون /بريميرا ديفسيون آر أف إي أف: القسم الأول من الاتحاد الإسباني لكرة القدم
- 3 مواسم في دوري الدرجة الثانية ب
- موسمان في الدرجة الثالثة

### قائمة مفصلة بالمواسم
| الموسم  | الصف | القسم   | المركز          | بيه | دبليو | دي | أل | أف  | إيه | نقاط | كأس            | أعلى الهدافين             | هدف |
| ------- | ---- | ------- | --------------- | --- | ----- | -- | -- | --- | --- | ---- | -------------- | ------------------------- | --- |
| 2014–15 | 6    | 1ª Prov | الأول           | 20  | 17    | 2  | 1  | 66  | 9   | 53   |                | ناتشو سانشيز              | 24  |
| 2015–16 | 5    | 1ª Reg  | الأول           | 34  | 27    | 7  | 0  | 114 | 27  | 88   |                | فيتولو                    | 24  |
| 2016–17 | 4    | 3ª      | الثالث          | 38  | 22    | 12 | 4  | 77  | 29  | 78   |                | كريستو                    | 20  |
| 2017–18 | 4    | 3ª      | الأول           | 38  | 25    | 5  | 8  | 72  | 34  | 80   |                | كريستو                    | 18  |
| 2018–19 | 3    | 2ªB     | التاسع          | 38  | 12    | 16 | 10 | 39  | 37  | 52   | الجولة الثانية | كارلوس دي لا نافا / أوناي | 6   |
| 2019–20 | 3    | 2ªB     | السادس عشر      | 28  | 8     | 7  | 13 | 39  | 43  | 31   | الدور الـ32    | جايل أندريس               | 7   |
| 2020–21 | 3    | 2ªB     | الثاني / الرابع | 24  | 11    | 6  | 7  | 24  | 17  | 39   |                | كارلوس دي لا نافا         | 5   |
| 2021–22 | 3    | 1º RFEF | السابع          | 38  | 16    | 13 | 9  | 55  | 37  | 61   | الجولة الثانية | خيسوس دي ميغيل            | 12  |
| 2022–23 | 3    | 1º Fed. | السابع          | 38  | 15    | 11 | 12 | 38  | 40  | 56   |                | إيفان تشابيلا             | 8   |
| 2023–24 | 3    | 1º Fed. | السابع          | 38  | 15    | 13 | 10 | 40  | 29  | 58   | الدور الـ16    | إيفايلوف ستانكوف "سلافي"  | 13  |

1. ↑  تم تقليص الموسم في أوائل مارس 2021 بسبب جائحة كوفيد-19 في إسبانيا.
2. ↑  احتل يونيونيستاس المركز الثاني في المجموعة الفرعية الشتوية لمجموعتهم الإقليمية (1 من 5) ثم المركز الرابع في المجموعة الفرعية "الترقية إلى الدوري الإسباني الدرجة الثانية" في فصل الربيع وانتقل إلى المستوى الثالث الجديد الدوري الإسباني الدرجة الثالثة.

## الفريق الحالي
آخر تحديث 19 يناير 2025
..
ملاحظة: تشير الأعلام إلى المنتخب الوطني على النحو المحدد في قواعد الأهلية للفيفا. قد يحمل اللاعبون أكثر من جنسية واحدة غير تابعة للفيفا.
| الرقم | البلد   | المركز | اللاعب                 |
| ----- | ------- | ------ | ---------------------- |
| 1     | إسبانيا | حارس   | إيفان مارتينيز         |
| 3     | إسبانيا | مدافع  | كارلوس غارسيا-دي       |
| 4     | إسبانيا | مدافع  | راميرو مايور (الكابتن) |
| 5     | إسبانيا | مدافع  | ايمانول باز            |
| 6     | إسبانيا | وسط    | ديفيد ربدان            |
| 7     | إسبانيا | مهاجم  | خورخي راستروجو         |
| 8     | إسبانيا | مهاجم  | باو مارتينيز           |
| 9     | إسبانيا | مهاجم  | إيفان مورينو           |
| 10    | إسبانيا | وسط    | كارلوس دي لا نافا      |
| 11    | إسبانيا | مهاجم  | ألفارو غوميز           |

| الرقم | البلد            | المركز | اللاعب                                            |
| ----- | ---------------- | ------ | ------------------------------------------------- |
| 13    | إسبانيا          | حارس   | ماركو سواريز                                      |
| 16    | إسبانيا          | مدافع  | إيناكي غونزاليس (لاعب مستعار من يو دي لاس بالماس) |
| 17    | إسبانيا          | مهاجم  | داني جارسيا                                       |
| 19    | إسبانيا          | مهاجم  | جوني أريبا (مستعار من تورينس)                     |
| 20    | إسبانيا          | وسط    | جوردي تور                                         |
| 21    | إسبانيا          | مدافع  | يودالد فيرجس                                      |
| 22    | إسبانيا          | مهاجم  | غوركا سانتاماريا                                  |
| 23    | إسبانيا          | وسط    | ايتور باسكوال                                     |
| 26    | إسبانيا          | مدافع  | ميكيل جارسيا                                      |
| 30    | الولايات المتحدة | مهاجم  | ستيفان ويتمر                                      |

### الفريق الاحتياطي
ملاحظة: تشير الأعلام إلى المنتخب الوطني على النحو المحدد في قواعد الأهلية للفيفا. قد يحمل اللاعبون أكثر من جنسية واحدة غير تابعة للفيفا.
| الرقم | البلد   | المركز | اللاعب         |
| ----- | ------- | ------ | -------------- |
| 24    | إسبانيا | مهاجم  | ميغيل كاباليرو |
| 25    | غانا    | مهاجم  | مبارك الحسن    |
| 26    | إسبانيا | مدافع  | ماركوس بايز    |

| الرقم | البلد   | المركز | اللاعب         |
| ----- | ------- | ------ | -------------- |
| 27    | لبنان   | وسط    | طارق يحيى      |
| 28    | إسبانيا | حارس   | سيزار لوبيز    |
| 29    | إسبانيا | حارس   | سيرجيو ديل ريو |

### اللاعبون المعارون
ملاحظة: تشير الأعلام إلى المنتخب الوطني على النحو المحدد في قواعد الأهلية للفيفا. قد يحمل اللاعبون أكثر من جنسية واحدة غير تابعة للفيفا.
| الرقم | البلد | المركز | اللاعب |
| ----- | ----- | ------ | ------ |

## الأوسمة
- الدرجة الثالثة [الإنجليزية]: 2017–18

## لاعبين بارزين
اللاعبون الذين وصلوا إلى المستوى الدولي أو وصلوا إلى مباراة الـ 100 في الدوري مع النادي
- جونيور
- ديفيد ميتوغو

## الملعب
في موسمه الأول لعب نادي يونيونيستاس دي سالامانكا مبارياته على أرضه في ملعب بوليديبورتيفو روزا كولورادو -المعروف باسم لا سينديكال- والذي يتسع لـ2000 متفرج.
يلعب النادي مبارياته في بيستاس ديل هيلمانتيكو (بجوار ملعب هيلمنتيكو ) منذ عام 2015، بسعة 3000 متفرج.
أُعلن عن بناء ملعب جديد في منطقة زورغوين في 11 نوفمبر 2017 في الجزء الجنوبي من سالامانكا. ومن المفترض أن يكون الملعب الجديد لنادي يونيونيستاس "ملعب زورغوين" مفتوحًا لموسم 2019-2020. ومع ذلك بعد مرور عام تقريبًا أعلن النادي عن اتفاق مع نادي ريال سالامانكا مونتيري ومجلس المدينة لاستخدام ملعب رينا صوفيا، مع التوسع المخطط له إلى 5000 متفرج، وقاموا بالانتهاء من الانتقال إلى الملعب الجديد لموسم 2020-21 وأعلن النادي عنه في 5 أكتوبر 2020.

## المباريات
لدى اتحاد سالامانكا مباراة قوية مع نادي سالامانكا يو دي أس المعروف سابقًا باسم سلمانتينو. ويلتقي الفريقان في مبارياتهما -والتي تسمى ديربي الخمسين مترًا حيث كانت هذه المسافة تفصل بين ملعبيهما-.
في حين أن نادي يونيونيستاس ولد تكريماً لنادي سالامانكا السابق -الذي حُلّ في عام 2013- فإن نادي سالامانكا يدعي أنه استمرار له باستخدام اسمه ودرعه، مع وجود بيان قضائي أثبت أنه نادٍ مختلف تمامًا.

## روابط خارجية
- باللغة الإسبانية
- Statistics data base باللغة الإسبانية
- Club & stadium history Estadios de España

40°59′45″N 5°39′47″W / 40.9959°N 5.6630°W